# Вілл Пердью
Вільям Едвард Пердью (англ. William Edward Perdue, нар. 29 серпня 1965, Мелборн, Флорида, США) — американський професіональний баскетболіст, що грав на позиції центрового за декілька команд НБА. Чотириразовий чемпіон НБА. По завершенні спортивної кар'єри — баскетбольний експерт на каналі Comcast SportsNet Chicago.

## Ігрова кар'єра
Починав грати в баскетбол у команді Меррітт-Айлендської старшої школи (Меррітт-Айленд, Флорида). На університетському рівні грав за команду Вандербілт (1983–1988). На останньому курсі був названий найкращим баскетболістом та найкращим спортсменом року конференції SEC.
1988 року був обраний у першому раунді драфту НБА під загальним 11-м номером командою «Чикаго Буллз». У складі «Буллз» тричі ставав чемпіоном НБА (1991–1993). В основному був резервним центровим, підмінюючи Білла Картрайта. У сезоні 1994—1995 став гравцем основного складу, набираючи 8 очок та 6,7 підбирань за гру. Проте вже в наступному сезоні програв конкуренцію Люку Лонглі і «Чикаго» обміняли його до «Сан-Антоніо Сперс» на Денніса Родмана. 
1999 року став чемпіоном НБА у складі «Сан-Антоніо Сперс».
1999 року як вільний агент повернувся до «Чикаго Буллз», у складі яких провів наступний сезон своєї кар'єри. Він зіграв 67 матчів, 15 з яких були у стартовому складі, та набирав 2,5 очки і 3,9 підбирання. 
Останньою ж командою в кар'єрі гравця стала «Портленд Трейл-Блейзерс», до складу якої він приєднався 2000 року і за яку відіграв один сезон.